# Agustín Edwards Budge
Agustín Roberto Edwards Budge (1 de agosto de 1899-6 de septiembre de 1956) fue un empresario chileno. Fue propietario y presidente de la Empresa Periodística El Mercurio y director del diario El Mercurio.

## Biografía
Hijo de Agustín Edwards Mac-Clure y de Olga Budge Zañartu. Realizó sus estudios en Europa, principalmente en Inglaterra, también en París, en esta última adquirió una amplia experiencia en la Banca Morgan.
Contrajo matrimonio con María Isabel Eastman Beeche (hija de Edmundo Eastman Cox y de María Luisa Beeche Caldera). Tuvieron cuatro hijos: Sonia, Marisol, Agustín y Roberto Jorge.

## Carrera empresarial
Al morir su padre, heredó la Empresa Periodística El Mercurio, siendo su presidente, y también del Banco de A. Edwards. Creó una empresa editora que llegó a ser la más grande del país, la Editorial Lord Cochrane. Edwards Budge debió enfrentar los contratiempos que se le presentaron a El Mercurio durante la Segunda Guerra Mundial.[¿cuál?]
Él tuvo una participación decisiva durante el segundo gobierno de Carlos Ibáñez del Campo, para intentar corregir la política económica y detener la inflación que bordeaba el 80 por ciento. Bajo esta orientación, desarrollada a través de las columnas de El Mercurio, el gobierno contrató la asesoría técnica de la misión estadounidense Klein-Sacks, que logró frenar momentáneamente el aumento de los precios. Si bien las políticas de fondo sugeridas por la misión no se aplicaron totalmente como la racionalización de la administración pública, fin de los subsidios y libertad de precios, constituyen una primera aproximación hacia la política económica que Chile adoptaría algunas décadas después.